# المش مهندس حسن (فلم)
المش مهندس حسن هو فيلم مصري من إنتاج 2008 من إخراج منال الصيفي.
تاريخ عرض الفيلم يوافق ليلة عيد الأضحى لسنة 1429 هـ.

## ملخص الاحداث
تدور أحداث الفيلم في إطار كوميدي اجتماعي حول حسن طالب الهندسة العبقري القادم من الأرياف وسط ظروف اقتصادية ليبدأ حياته الجامعية وكله إصرار على تخطي العقبات والنجاح في دراسته ليعيل أسرته. وفي هذه الأثناء، يقابل مها زميلته في الكلية ويبدي إعجابه الشديد بها. وفي محاولاته للوصول إليها، تدور عدة مفارقات كوميدية. وتتويجا لهذه المفارقات إذ به يقرر استيطان منزل أحد أصدقائه ليكون بجوار حبيبته وذلك وسط رفض عائلة صديقه. وفي سبيل الوصول لحبيبته، يدور الصراع بينه وبين أهلها الرافضين لهذه العلاقة وتكتمل الأحداث في إطار كوميدي.

## الشخصيات
- محمد رجب : حسن
- دوللي شاهين : مها
- إدوارد : كريم
- أحمد سعيد عبد الغني : رياض
- رجاء الجداوي : د. سعاد والدة كريم
- أحمد راتب : د.طاهر أبو كريم
- ساندي : جيهان
- ريم هلال : سوزي
- عمرو رجب : اوتاكا
- الطفل محمود شاهين : رامي
- حنان يوسف : والدة حسن
- سلوى محمد علي : والدة مها
- بهجت الجبوري : والد رياض
- ماهر سليم : عميد الكلية
- مجدي إدريس : صاحب الكباريه
- عمرو مندور : جاسر
- بالإضافة إلى: رمسيس مرزوق - محمد زين - حسام بعية - سامي جوهر - إبراهيم عمران - شمس - إسلام الدسوقى - محمد فاروق - احمد نجرو - ايهاب فهيم - محمد بدوى - إسلام عبدالشفيع - محمد الخولي - سعيد عبد الوهاب - طارق الحريري - مريم أشرف - باسم - فاتيما مدبولي - سهر محمد - محمد قريش - سامى فكري - محمد الصعيدي - فهد فكة

## روابط خارجية
- المش مهندس حسن على موقع الدهليز
- المش مهندس حسن على موقع قاعدة بيانات الأفلام العربية